# STS-62-A
STS-62-A var en planerad flygning i det amerikanska rymdfärjeprogrammet, och den skulle genomföras med rymdfärjan Discovery. Flygningen skulle bli den första bemannade som skjutits upp från Vandenberg Air Force Base. Den skulle även bli den första där en rymdfärja skulle skjutas upp i en polär omloppsbana runt jorden. 

## 28 januari 1986
Som en följd av olyckan med rymdfärjan Challenger, den 28 januari 1986, stoppades förberedelsena för STS-62-A och efter en tid lade man ner hela projektet med att skjuta upp rymdfärjor från Vandenberg.

## Besättning
- Robert Crippen (5), befälhavare
- Guy Gardner (1), pilot
- Dale Gardner (3), uppdragsspecialist
- Jerry L. Ross (2), uppdragsspecialist
- Mike Mullane (2), uppdragsspecialist
- Brett Watterson (1), uppdragsspecialist
- Edward C. Aldridge Jr. (1), nyttolastspecialist